# Château de Mito

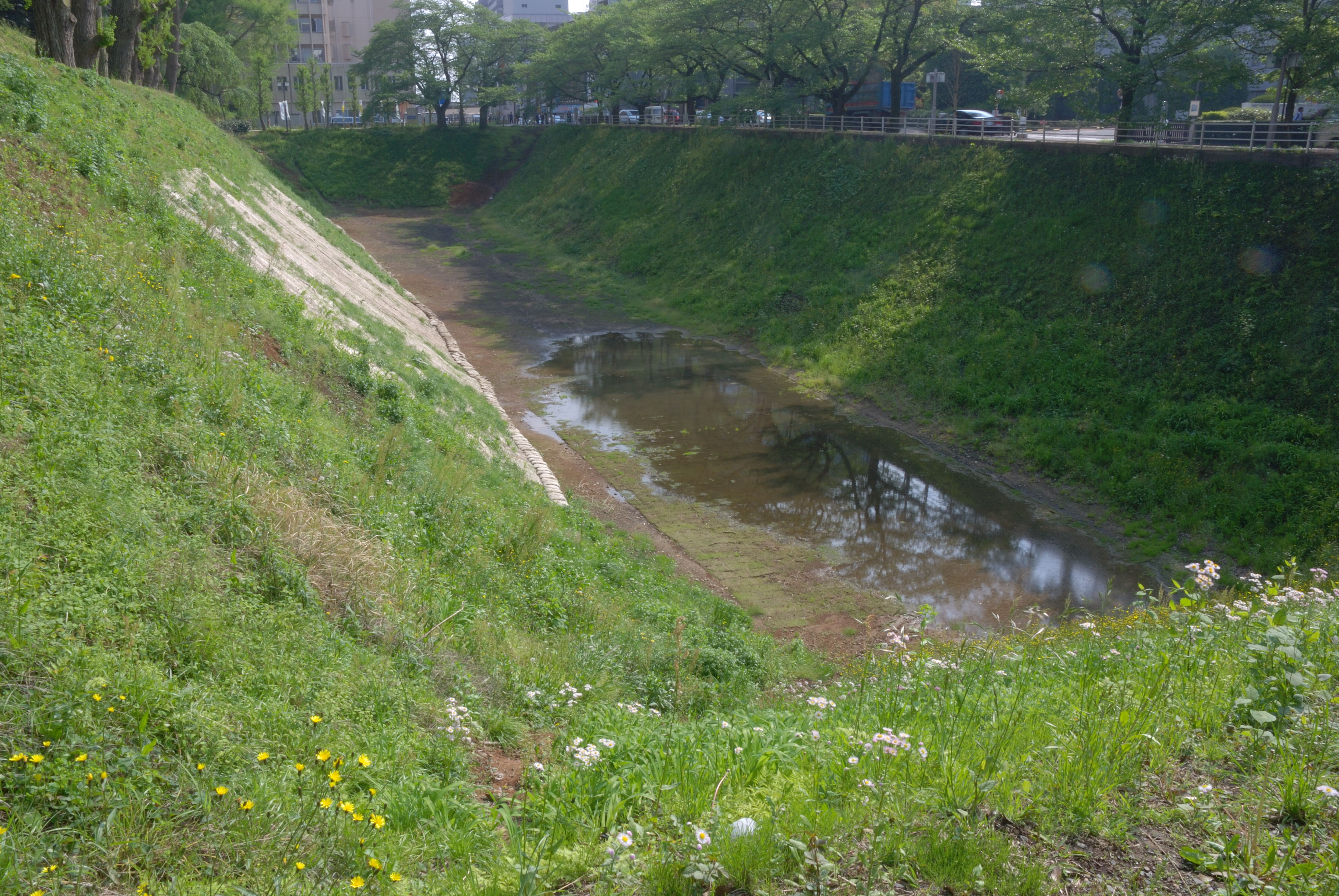
Douves du château de Mito.

Le château de Mito (水戸城, Mito-jō) était un château japonais datant du XIIe siècle avec une longue histoire, aujourd'hui en ruine, situé dans l'ancienne province de Hitachi. Les ruines du château sont situées dans la ville de Mito, préfecture d'Ibaraki, au Japon.

## Histoire
Le château a été construit en 1214 par Baba Sukemoto. Ce clan a continué à régner sur le château jusqu'à sa prise en 1416 par Edo Michifusa. Il s'appelait à l'origine « château Baba ». Cependant, après sa prise par le clan Edo, il fut agrandi et prit son nom actuel.
En 1590, Satake Yoshinobu, un daimyō allié à Toyotomi Hideyoshi, s'empare du château de Mito. Il continua à diriger ce château jusqu'après la bataille de Sekigahara, lors de laquelle Satake Yoshinobu resta neutre, ce pour quoi il fut transféré au château de Kubota (dans l'actuelle préfecture d'Akita ) par Tokugawa Ieyasu. Pour le remplacer, Takeda Nobuyoshi, fils de Tokugawa Ieyasu, devint le daimyō du château de Mito et du domaine du même nom de juillet 1602 jusqu'à sa mort en 1603.

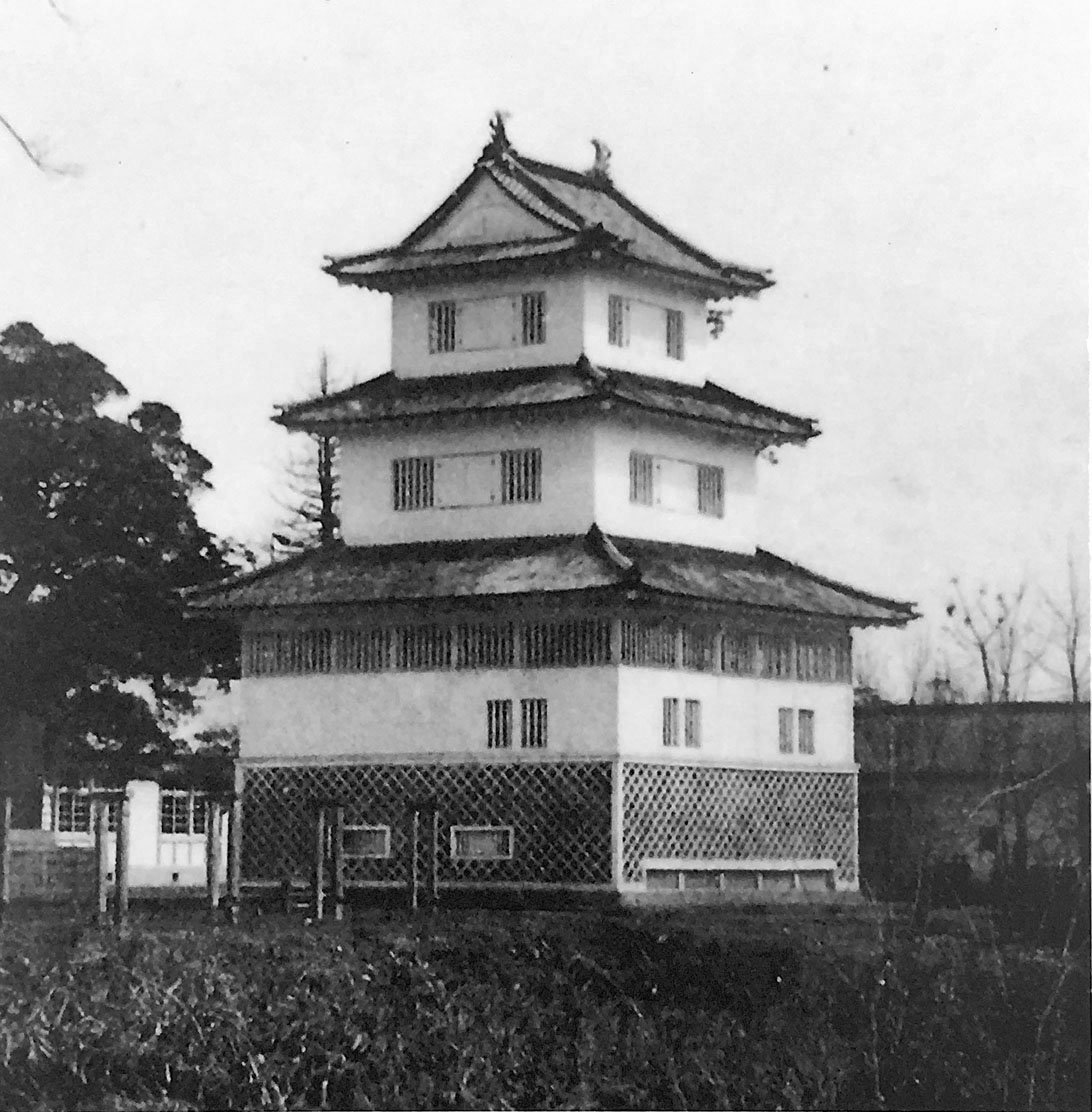
La yagura à trois étage, subsistant jusqu'en 1945.

Pendant l'époque d'Edo, le château était tenu par la branche Mito du clan Tokugawa, l'une des gosanke, les trois familles branches secondaires des Tokugawa pouvant fournir un héritier si nécessaire. La branche Mito a été fondée par Tokugawa Yorifusa, le onzième fils de Tokugawa Ieyasu, le premier shogun Tokugawa. La proximité de Mito par rapport à Edo signifiait que la branche de la famille Mito a été influente tout au long de l'ère d'Edo.
Un grand incendie a détruit de nombreux bâtiments en 1764. Le château est abandonné, de même que de nombreux autres châteaux au Japon, pendant la période Meiji,. Les bâtiments du château, à l'exception d'une yagura à trois étages et de la porte yakuimon, ont alors été détruits. La yagura a ensuite brûlé pendant la Seconde Guerre mondiale lorsque le 2 août 1945, la ville de Mito a été bombardée lors d'une attaque aérienne de B-29. Environ les trois quarts de la ville ont été incendiés pendant ce conflit. 

## Clans du domaine de Mito
Les clans du domaine de Mito (mito-han, 水戸藩) ayant gouverné le château de Mito.
- 1214-1416 : Clan Baba.
- 1416-1590 : Clan Edo.
- 1590-1602 : Clan Satake .
- 1602-1603 : Clan Takeda , taille du domaine : 150 000 koku.
- 1603-1609 : Clan Tokugawa , taille du domaine : 200 000 koku.
- 1609-1869 : Clan Mito – Tokugawa , taille du domaine : 250 000 à 350 000 koku.

## Site actuel
Il ne reste plus du château que les douves, une porte (la yakuimon, 薬医門) et le Kodokan, une école située devant le château. Il y a plusieurs écoles modernes situées sur l'ancien site du château, dont des portes et des clôtures sont construites dans le style d'un château.